# Ysengrimus
Als Ysengrimus (Isengrimus, -grinus) wird ein mittellateinisches Tierepos bezeichnet, das in der Mitte des 12. Jahrhunderts (wohl 1148/49) entstanden ist, vermutlich verfasst von einem Kleriker in Gent.

## Verfasserschaft
In späteren Handschriften wird das Epos je einmal einem Nivardus, einem Balduinus Cecus und einem Bernardus zugeschrieben. Der Verfassername Nivardus war der Forschung die längste Zeit bekannt, da die anderen beiden Namensangaben erst spät entdeckt wurden. Deswegen wird Nivardus trotz der unsicheren Zuschreibung auch heute noch oft als Verfassername genannt.
Der Text selbst enthält viele Hinweise, die darauf schließen lassen, dass der Ysengrimus in der Mitte des 12. Jahrhunderts in Flandern (vermutlich Gent) von einem Kleriker gedichtet wurde. So werden unter anderem Bernhard von Clairvaux, Anselm (Bischof von Tournai) und das Kloster Blandinium bei Gent erwähnt und der Misserfolg des zweiten Kreuzzugs beklagt.

## Inhalt und Überlieferung

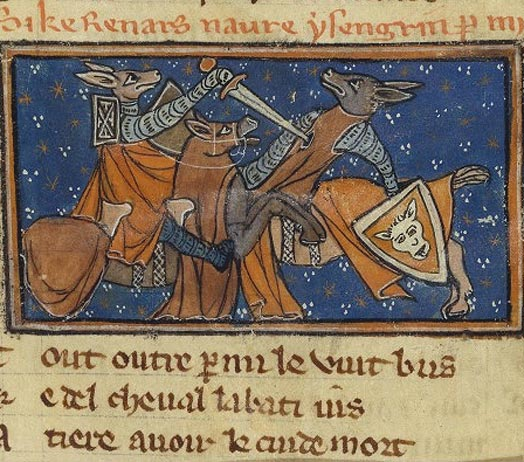
Renart (l.) besiegt Ysengrim (r.). Miniatur aus dem Renart le Nouvel von Jacquemart Gielée; Handschrift, um 1290/1300. BNF, Paris, Ms fr. 1581f. 6v

Das Epos ist in elegischen Distichen geschrieben und umfasst fast 6600 Verse. Hauptfigur ist der Wolf Ysengrimus, dessen Name daher als Titel verwendet wurde. Sein Gegenspieler ist der Fuchs Reinardus, der den allmählichen Untergang des Wolfes herbeiführt. Es handelt sich daher beim Ysengrimus um das erste Werk, in dem Wolf und Fuchs ihre später weit verbreiteten Fabelnamen Isegrim und Reinhart bzw. Reineke tragen.
Der als dumm und gierig charakterisierte Wolf wird vom schlauen, hinterhältigen Fuchs in etwa einem Dutzend Episoden überlistet und kommt zum Schluss ums Leben. Der Stoff greift auf älteres Erzählgut (äsopische und mittelalterliche Tierfabeln, die Ecbasis captivi, die Spruch- und Erzählsammlung Fecunda ratis Egberts von Lüttich, den um 1100 entstandenen Text De lupo) zurück. Lediglich der Schluss (Tod des Wolfes durch eine Schweineherde) ist eine Hinzudichtung des Autors, wahrscheinlich angelehnt an die Vita Mahumeti des Embricho von Mainz.
Die wesentliche Leistung des Dichters besteht in der Komposition eines in sich geschlossenen Epos, das die vielfältigen Einzelelemente aus der zu seiner Zeit schriftlich vorliegenden oder mündlich überlieferten Fabel- und Tierdichtung kunstvoll vereinte. Im Unterschied zum antiken oder mittelalterlichen Heldenepos ist der Protagonist im Ysengrimus eine negative, zu Recht zum  Untergang bestimmte Figur. Indem der Autor den gierigen und dummen Wolf immer wieder als Mönch und Inhaber geistlicher Würden vorführt, karikiert er in ihm das seiner Meinung nach in vieler Hinsicht kritikwürdige Mönchtum seiner Zeit. Neben vielerlei anderen Motiven, zum Beispiel den Gegensatzpaaren „Tor und Weiser“, „arm und reich“ oder dem Fortuna-Motiv ist die antiklerikale Satire das vorherrschende Thema der Dichtung.
Das Werk ist durchzogen von Ironie und gekennzeichnet durch pointenreichen sprachlichen Stil, lebendigen Ausdruck bei Verbindung volkstümlicher Drastik und klassischer Bildung. Später diente der Text als Lieferant von Sprichwörtern (Florilegien) und Tierschwänken, die in anderen Tierdichtungen (zum Beispiel im Roman de Renart und durch weitere Vermittlung, unter anderem auch durch das mittelniederländische Tierepos Van den vos Reynaerde, im Reineke Fuchs) Verwendung fanden. Eine Umdichtung der vierten und fünften Episode, Ysengrimus abbreviatus genannt, wird in der Forschung als etwas unbeholfenes Werk betrachtet und frühestens auf das Ende des 13. Jahrhunderts datiert. Auch diese gekürzte Fassung hat mit zur Verbreitung des Werkes beigetragen.
Das Tierepos ist in 17 Handschriften überliefert, von denen jedoch nur vier den vollständigen Text bieten.

## Editionen und Übersetzungen
- Franz Josef Mone: Reinardus Vulpes. Carmen epicum seculis IX. et XII. conscriptum. Reinhart Fuchs aus dem neunten und zwölften Jahrhundert. Stuttgart 1832.
- Ernst Voigt: Ysengrimus. Verlag der Buchhandlung des Waisenhauses, Halle an der Saale 1884, Digitalisat (grundlegende textkritische Edition). Nachdruck: Olms, Hildesheim 1974, ISBN 3-487-05284-9.
- Jozef VanMierlo: Magister Nivardus’ Isengrimus. Ysengrimus het vroegste dierenepos in de letterkunde der Nederlanden.Standaard Boekhandel, Antwerpen 1946 (niederländische Übersetzung).
- Albert Schönfelder: Isengrimus. Das flämische Tierepos. Niederdeutsche Studien 3. Böhlau, Münster 1955 (deutsche Übersetzung).
- Francis J. Sypher, Eleanor Kramer Sypher: Ysengrimus by Magister Nivardus. Stinehour Press, New York 1980 (englische Übersetzung).
- Elisabeth Charbonnier: Recherches sur l'Ysengrimus. Traduction et étude littéraire.  Halosar, Wien 1983, ISBN 3-900-26922-X (französische Übersetzung).
- Jill Mann: Ysengrimus. Text with Translation, Commentary and Introduction. Mittellateinische Texte XII. Brill, Leiden 1987, ISBN 90-04-08103-8, Digitalisat (Text mit englischer Übersetzung).
- Mark Nieuwenhuis: Ysengrimus. Uit het Latijn vertaald. Amsterdam 1997 (niederländische Übersetzung).
- Michael Schilling: Ysengrimus. Sammlung Tusculum. De Gruyter, Berlin 2020, ISBN 978-3-11-066346-4 (zweisprachige Ausgabe Lateinisch-Deutsch).
- Fritz Peter Knapp: Ysengrimus. Lateinisch/deutsch (= Mittellateinische Bibliothek. Band 10). Hiersemann, Stuttgart 2021, ISBN 978-3-7772-2131-1 (zweisprachige Ausgabe Lateinisch-Deutsch).

Ysengrimus abbreviatus:
- Jacob Grimm: Reinhart Fuchs. Reimer, Berlin 1834, S. 1–24, Digitalisat.
- Lieven van Acker: L'Ysengrimus Abbreviatus. In: Latomus 25 (1966), S. 912–947.